# Didier Lamkel Zé
Didier Lamkel Zé (Bertoua, 17 september 1996) is een Kameroens voetballer, die doorgaans speelt als linksbuiten. Hij is een talentvolle maar controversiële speler die het nooit lang uithoudt bij eenzelfde club. In 2019 debuteerde Lamkel Zé voor het Kameroens voetbalelftal.

## Clubcarrière
Lamkel Zé doorliep de jeugdreeksen van Lille OSC. In de zomer van 2016 werd hij overgenomen door Niort FC en kwam in het eerste elftal terecht. Op 29 juli 2016 debuteerde hij in de Ligue 2 toen hij drie minuten voor tijd Romain Grange kwam vervangen in de thuiswedstrijd tegen RC Lens. De speeldag erop scoorde hij zijn eerste doelpunt voor Niort. Op het terrein van Stade Lavallois scoorde hij na vier minuten de gelijkmaker op het scorebord.
In juli 2018 tekende Lamkel Zé een contract voor vier seizoenen toen Antwerp FC hem overnam van Niort FC. Hij maakte op 4 augustus 2018 zijn debuut in de Eerste klasse A. Van coach László Bölöni mocht hij zeventien minuten voor tijd Geoffry Hairemans komen vervangen in de thuiswedstrijd tegen KV Kortrijk. Het bleef echter een scoreloos gelijkspel. Op 4 november 2018 scoorde hij zijn eerste doelpunt voor Antwerp en dat op het terrein van Standard Luik. Negen minuten voor tijd kwam hij bij een 0–1 tussenstand Lior Refaelov vervangen. In de toegevoegde tijd scoorde Lamkel Zé de 0–2 eindstand op het bord. In oktober 2019 werd zijn contract verlengd tot juni 2023.
Met de nieuwe trainer Ivan Leko won hij de door Covid-19 uitgestelde finale van de Beker van België tegen Club Brugge op 1 augustus 2020. Door controverse geraakte hij echter in het najaar in onmin met de club. Trainer Leko vertrok reeds na enkele maanden voor een lucratief contract in Shanghai en Franky Vercauteren nam over. Die slaagde er in Lamkel Zé weer in het gareel te doen lopen waardoor de Kameroener in het tweede deel van het seizoen nog redelijk presteerde.
Bij de start van het seizoen 2021/22 ontstond er alweer controverse rond zijn persoon waardoor Lamkel Zé niet meer paste in de plannen van de nieuwe Antwerpse trainer Brian Priske. Eind juli nam aanwinst Viktor Fischer zijn rugnummer 7 dan ook over. Op 31 augustus probeerde Boavista FC hem in de sloturen van de (Belgische/Portugese) zomertransfermarkt nog te halen, maar er kwam uiteindelijk geen deal. Het was uiteindelijk de Slovaakse vice-kampioen DAC 1904 Dunajská Streda, waar de Belg Jan Van Daele sportief directeur is, dat tot een overeenkomst kwam met Antwerp om hem voor één seizoen te huren, evenwel zonder aankoopoptie. Lamkel Zé speelde er enkel acht wedstrijden (twee goals en drie assists) in het eerste halfjaar en mocht vertrekken. Ook de Kameroener zelf gaf aan niet langer te willen blijven. De 25-jarige linksbuiten werd daarop begin februari 2022 door Antwerp verhuurd voor het resterende seizoen aan het Russische FK Chimki dat in degradatienood zat. Door de Russische invasie van Oekraïne mocht Lamkel Zé van de UEFA zijn contract bij FK Chimki verbreken en vertrok hij begin april 2022 op huurbasis naar het Franse FC Metz dat ook in degradatienood zat. Op 23 augustus 2022 tekende hij een contract bij KV Kortrijk. Hij speelde 10 wedstrijden, maar moest er vertrekken wegens disciplinaire redenen. Begin 2023 werd hij verhuurd aan het Marokkaanse Wydad AC Casablanca, maar in april was hij er alweer weg. Medio 2023 tekende Lamkel Zé een contract bij de Turkse eersteklasser Hatayspor. Op 1 februari 2024 vertrok hij voor een tweede keer op huurbasis naar Metz. Dat najaar kwam hij terecht bij de Turkse clubs Sakaryaspor en Fatih Karagümrük. Op 8 januari 2025 kreeg de woelwater een contract van zes maanden bij Sint Truidense VV.

## Clubstatistieken
| Seizoen | Club             | Competitie         | Competitie | Competitie | Competitie | Beker | Beker | Beker | Internationaal | Internationaal | Internationaal | Totaal | Totaal | Totaal |
| Seizoen | Club             | Competitie         | Wed.       | Dlp.       | Ass.       | Wed.  | Dlp.  | Ass.  | Wed.           | Dlp.           | Ass.           | Wed.   | Dlp.   | Ass.   |
| ------- | ---------------- | ------------------ | ---------- | ---------- | ---------- | ----- | ----- | ----- | -------------- | -------------- | -------------- | ------ | ------ | ------ |
| 2016/17 | Chamois Niortais | Ligue 2            | 24         | 3          | 0          | 3     | 0     | 0     | —              | —              | —              | 27     | 3      | 0      |
| 2017/18 | Chamois Niortais | Ligue 2            | 31         | 7          | 3          | 4     | 1     | 0     | —              | —              | —              | 35     | 8      | 3      |
| 2018/19 | Antwerp FC       | Jupiler Pro League | 28         | 4          | 4          | 1     | 0     | 0     | —              | —              | —              | 29     | 4      | 4      |
| 2019/20 | Antwerp FC       | Jupiler Pro League | 25         | 6          | 1          | 6     | 0     | 3     | 4              | 1              | 0              | 35     | 7      | 4      |
| 2020/21 | Antwerp FC       | Jupiler Pro League | 21         | 8          | 4          | 2     | 1     | 0     | 1              | 1              | 0              | 24     | 10     | 4      |
| 2021/22 | → DAC 1904       | Fortuna Liga       | 7          | 2          | 3          | 1     | 0     | 0     | —              | —              | —              | 8      | 2      | 3      |
| 2021/22 | → FK Chimki      | Premjer-Liga       | 3          | 2          | 0          | 0     | 0     | 0     | —              | —              | —              | 3      | 2      | 0      |
| 2021/22 | → FC Metz        | Ligue 1            | 9          | 3          | 0          | 0     | 0     | 0     | —              | —              | —              | 9      | 3      | 0      |
| 2022/23 | KV Kortrijk      | Jupiler Pro League | 10         | 1          | 2          | 0     | 0     | 0     | —              | —              | —              | 10     | 1      | 2      |
| 2022/23 | → Wydad AC       | Botola Pro         | 3          | 0          | 0          | 1     | 0     | 0     | 2              | 0              | 0              | 6      | 0      | 0      |
| 2023/24 | Hatayspor        | Süper Lig          | 15         | 3          | 3          | 1     | 0     | 0     | —              | —              | —              | 16     | 3      | 3      |
| 2023/24 | → FC Metz        | Ligue 1            | 11         | 1          | 0          | 0     | 0     | 0     | —              | —              | —              | 11     | 1      | 0      |
| 2024/25 | Sakaryaspor      | TFF 1. Lig         | 0          | 0          | 0          | 0     | 0     | 0     | —              | —              | —              | 0      | 0      | 0      |
| 2024/25 | Fatih Karagümrük | TFF 1. Lig         | 10         | 3          | 3          | 2     | 0     | 0     | —              | —              | —              | 12     | 3      | 3      |
| 2024/25 | STVV             | Jupiler Pro League | 11         | 4          | 0          | 0     | 0     | 0     | —              | —              | —              | 11     | 4      | 0      |
| TOTAAL  | TOTAAL           | TOTAAL             | 208        | 47         | 23         | 21    | 2     | 3     | 7              | 2              | 0              | 236    | 51     | 26     |

Bijgewerkt op 13 mei 2025.

## Interlandcarrière
Lamkel Zé werd in november 2019 door bondscoach Toni Conceição voor het eerst opgeroepen voor de nationale ploeg van Kameroen. Op 13 november 2019 maakte hij zijn interlanddebuut: in de Afrika Cup-kwalificatiewedstrijd tegen Kaapverdië viel hij in de slotfase in voor Bayern München-aanvaller Eric Maxim Choupo-Moting.
| Interlands van Didier Lamkel Zé voor Kameroen | Interlands van Didier Lamkel Zé voor Kameroen | Interlands van Didier Lamkel Zé voor Kameroen | Interlands van Didier Lamkel Zé voor Kameroen | Interlands van Didier Lamkel Zé voor Kameroen | Interlands van Didier Lamkel Zé voor Kameroen |
| №                                             | Datum                                         | Wedstrijd                                     | Uitslag                                       | Soort wedstrijd                               | Doelpunten                                    |
| Als speler bij Antwerp FC                     | Als speler bij Antwerp FC                     | Als speler bij Antwerp FC                     | Als speler bij Antwerp FC                     | Als speler bij Antwerp FC                     | Als speler bij Antwerp FC                     |
| --------------------------------------------- | --------------------------------------------- | --------------------------------------------- | --------------------------------------------- | --------------------------------------------- | --------------------------------------------- |
| 1.                                            | 13 november 2019                              | Kameroen – Kaapverdië                         | 0 – 0                                         | Kwalificatie African Cup of Nations 2021      | 0                                             |
| Totaal                                        | Totaal                                        | Totaal                                        | Totaal                                        | Totaal                                        | 0                                             |
| Bijgewerkt t.e.m 13 november 2019.            |                                               |                                               |                                               |                                               |                                               |

## Erelijst
| Competitie       | Aantal     | Jaren      |
| Antwerp FC       | Antwerp FC | Antwerp FC |
| ---------------- | ---------- | ---------- |
| Beker van België | 1×         | 2019/20    |